# Cerkiew św. Symeona Słupnika w Brańsku (drewniana)
Cerkiew pod wezwaniem św. Symeona Słupnika – nieistniejąca prawosławna cerkiew filialna w Brańsku. Należała do parafii w Maleszach.
Obiekt mieścił się przy ulicy Tadeusza Kościuszki 2.
Budowla drewniana, o konstrukcji zrębowej, nieorientowana. Dach jednokalenicowy, z kopułką w centralnej części (dobudowaną po II wojnie światowej).
Budynek wzniesiono na przełomie XIX i XX w. Początkowo dom parafialny, od 1942 pełnił funkcje sakralne. W latach 1997–2005 (w miejscu rozebranej w 1861 drewnianej cerkwi) zbudowano większą, murowaną świątynię (również pod wezwaniem św. Symeona Słupnika). Od czasu konsekracji tego obiektu (18 września 2005) drewniana cerkiew nie była użytkowana. Mimo wpisania do rejestru zabytków, cerkiew rozebrano w 2011 roku.